# Saint-Geneys-près-Saint-Paulien
Saint-Geneys-près-Saint-Paulien är en kommun i departementet Haute-Loire i regionen Auvergne-Rhône-Alpes i centrala Frankrike. Kommunen ligger i kantonen Saint-Paulien som tillhör arrondissementet Le Puy-en-Velay. År 2022 hade Saint-Geneys-près-Saint-Paulien 319 invånare.

## Befolkningsutveckling
Antalet invånare i kommunen Saint-Geneys-près-Saint-Paulien
| Referens: INSEE |